# Ibn Marzouban
Abou Ahmad Abd Rahman ibn Ali ibn Marzuban Tabib Marzubani, dit Ibn Marzuban (persan : ابن مرزبان), était un médecin persan qui a servi les Bouyides. Il était un disciple d'Avicenne.

## Biographie
Sa famille est originaire d'Ispahan. Cependant, il a vécu à Bagdad et au Khouzestan presque toute sa vie au lieu de sa ville natale.
Au début de sa vie, il a été formé à la science et au droit religieux. Il est ensuite devenu juge de Chouchtar et chef de l'hôpital al-'Adudi à Bagdad.

Ibn Marzuban est décédé en 1006 à Chouchtar.